# Robert Rumsey Webb
Robert Rumsey Webb (9 juillet 1850 - 29 juillet 1936), connu sous le nom de R.R. Webb, est un entraîneur pour les Cambridge Mathematical Tripos. Webb a entraîné 100 étudiants à se classer parmi les dix meilleurs wrangler de 1865 à 1909, un record derrière Edward Routh.

## Biographie
Webb est né le 9 juillet 1850 à Monmouth. Il est le fils de Thomas Webb (né en 1812) et de Hannah Edwards. Il est diplômé de la Monmouth Grammar School et entre au St John's College de Cambridge en 1868. Webb est lauréat des prix Senior Wrangler et Smith en 1872, lorsqu'il obtient une bourse au St John's College.
Webb est chargé de cours à la fois à St John's (1877 à 1911) et à Emmanuel College (1878 à 1893). Webb devient membre de la Royal Astronomical Society le 18 novembre 1879.
En tant que wrangler sénior, Webb attire des étudiants ayant des aspirations similaires. « Il a succédé au Dr Routh en tant que coach mathématique le plus brillant et le plus réussi de son époque. » Quand Andrew Warwick passe en revue les résultats des Tripos pour son livre Masters of Theory, son décompte des dix meilleurs wranglers place Webb deuxième. Bien que les résultats de Tripos soient des nouvelles importantes à l'époque, « le véritable exploit de Webb réside dans la carrière de ses élèves ». Le mathématicien Andrew Forsyth écrit à propos de Webb, à propos de son entrainement au Tripos
Un superbe enseignant, un jeune homme dont les pouvoirs l'auraient (je crois) mené loin en tant que pionnier dans le domaine des nouvelles connaissances s'ils s'étaient consacrés à la recherche plutôt qu'à l'enseignement.
Webb « aimait les voyages et s'intéressait à la peinture et à la musique. Au cours de la dernière partie de sa vie, il entreprit des études linguistiques.» Webb est décédé à Cambridge le 29 juillet 1936. Ses papiers, contenant des notes pour les étudiants entraîneurs, sont conservés à la bibliothèque du St John's College Une bourse mathématique du nom de Robert Webb est décernée par la William Jones Schools Foundation.

## Papiers
R. R. Webb a publié les articles suivants dans le Messenger of Mathematics :
- 1879 : volume 9, pages 6 à 9: « On a certain system of simultaneous differential equations »
- 1879 : volume 9, page 124 : « On an elementary integral »
- 1879 : volume 9, pages 125 à 126 : « On Legendre's coefficients »
- 1879 : volume 9, pages 151 à 158 : « The brachistochrone problem of a system »
- 1879 : volume 9, pages 170 à 178 : « Some applications of a theorem in solid geometry »
- 1880 : volume 10, pages 150 à 156 : « On a theorem in statics »
- 1881 : volume 11, pages 146 à 155 : « Stress and strain in cylindrical and polar coordinates »
- 1881 : volume 11, pages 150 à 156 : « On the equilibrium of a bent plate »